# 山岳救助隊 (消防)
山岳救助隊（さんがくきゅうじょたい）とは、山岳における遭難者の救助に当たる日本の消防レスキュー隊である。

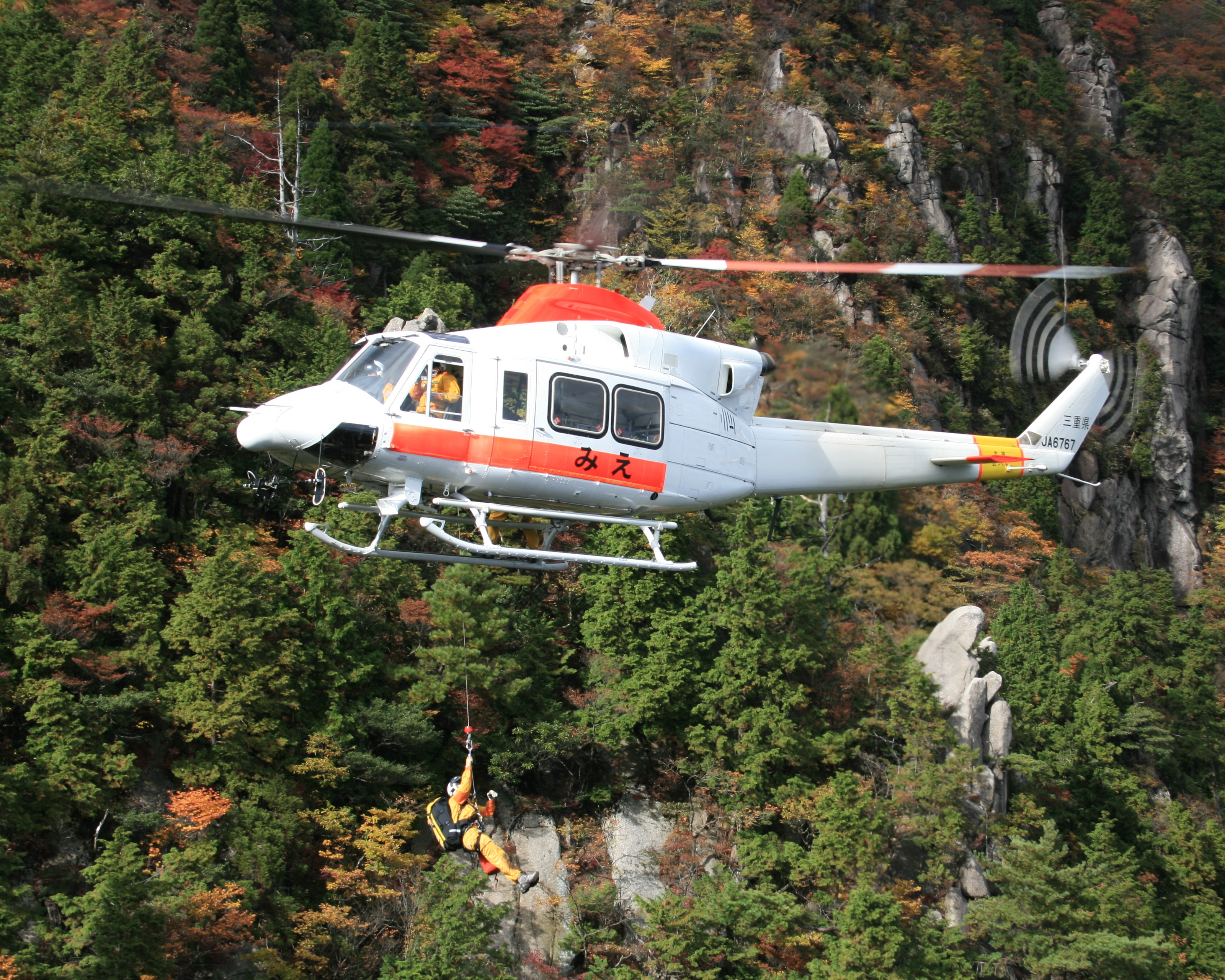
御在所岳で滑落した山岳遭難者を救出する三重県の消防防災ヘリコプター

山岳遭難に際して出動する組織としては、他に全国の都道府県警察に組織されている山岳警備隊、消防団、地元山岳会、航空自衛隊の航空救難団や救難隊等が存在するが、消防の山岳救助隊も山の安全のためには欠かせない。

## 概要

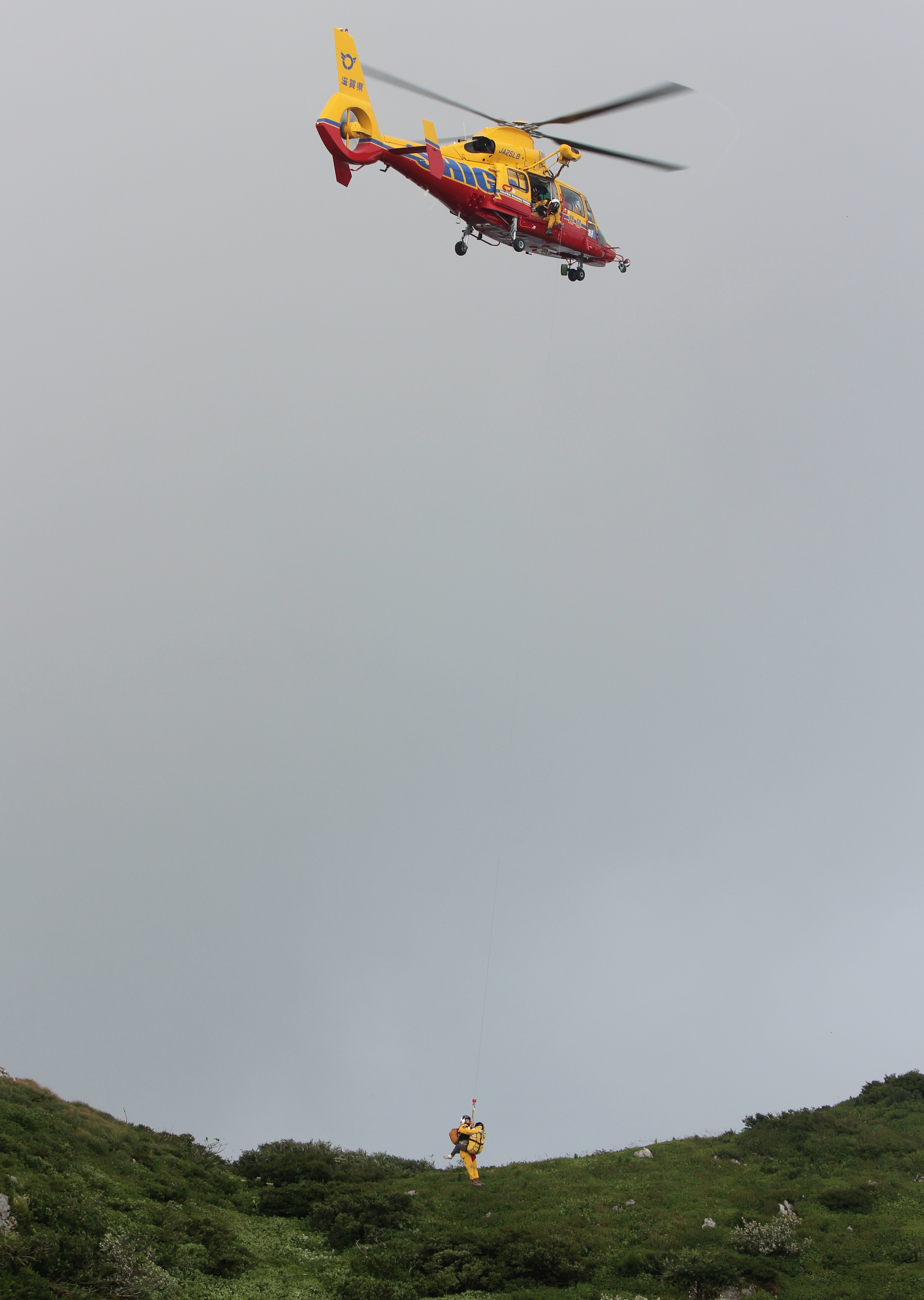
滋賀県の消防防災ヘリコプターによる山岳救助の例（伊吹山にて）

山岳救助隊は、全国の消防本部や消防署の中に設置される。ただし、設置はあくまでも当該自治体次第であり、東京消防庁に設置してある一方、山岳地帯を抱えている消防署でも設置されていないことも多く、山岳救助を行ってはいても隊名がないものもある。消防署によって、常設隊もあれば、遭難時のみの臨時編成にとどまる隊もあり、その実体は千差万別である。
ほとんどが特別救助隊（レスキュー隊）であり、普段は、通常のレスキュー業務を行う傍ら、地元山岳会の講習に出かけて山の特性を把握し、山火事の防止活動や、隊の中で救助トレーニングを重ね、山岳遭難の一報に備えている。自費で登山等の講習に参加する隊員も多い。
活動の際には、各都道府県や市町村の消防防災航空隊の消防防災ヘリコプター（場合によっては都道府県警察航空隊）の支援を受けて活動する。消防防災ヘリコプターから消防航空隊員が降下するのを山岳救助隊員が地上から支援したり、山岳救助隊員が消防防災ヘリコプターから降下する事もあるために航空隊との連携は欠かせない。
2014年の御嶽山噴火災害では高度救助隊と山岳救助隊を中心とする人選の緊急消防援助隊が派遣され、自衛隊などと共に多くの消防の山岳救助隊が活動した。

## 東京消防庁山岳救助隊

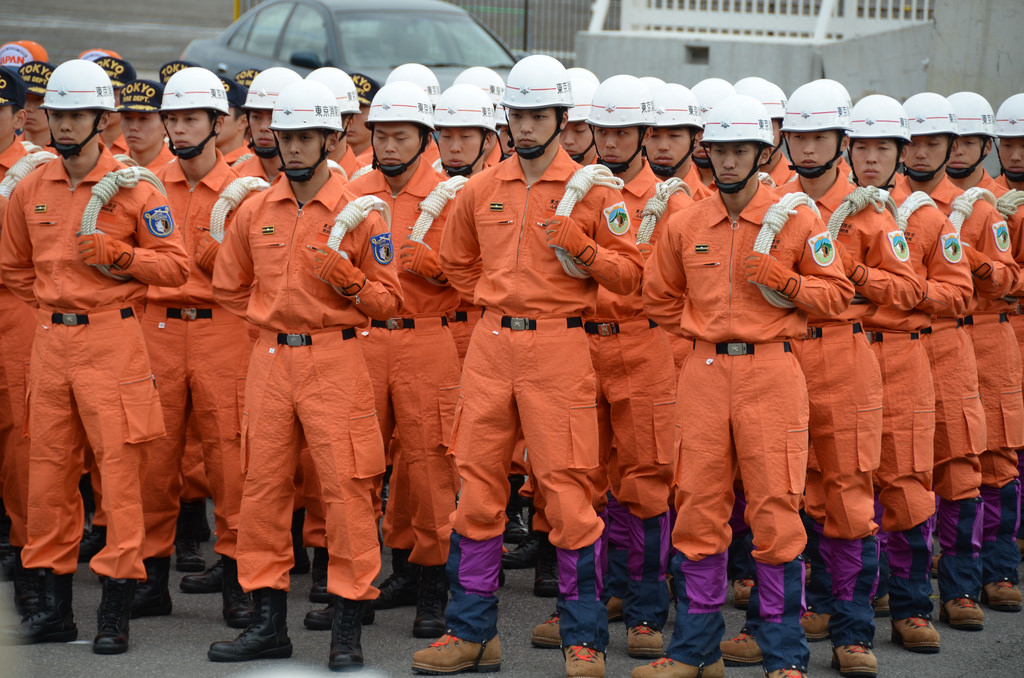
青ワッペンが特別救助隊、白いワッペンが山岳救助隊

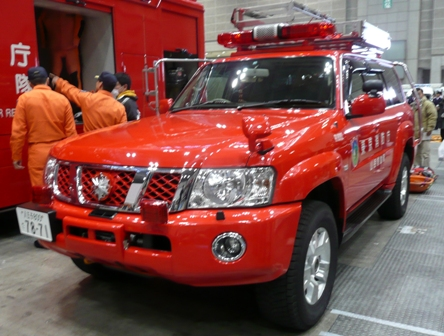
東京消防庁山岳救助隊の山岳救助車

東京都西部の山岳地帯を抱える東京消防庁では第九消防方面本部の4消防署に山岳救助隊が置かれている。八王子消防署の八王子特別救助隊、青梅消防署の青梅特別救助隊、秋川消防署の第2小隊（ポンプ隊）、奥多摩消防署の第1小隊（特別消火中隊）がそれぞれ兼務しており、山岳救助車や各山岳装備を保有している。活動に関しては東京消防庁航空隊の消防ヘリコプターと連携して救助活動に当たっている。
なお、東京消防庁の山岳救助隊はスイフトウォーターレスキュー（急流救助）にも対応している。これはレジャー客が中州に取り残された玄倉川水難事故を機転として急流救助（潜水を必要としない水面上の救助）に対応できる知識・技術を持ち、専門の資機材を装備している。
2014年の長野県御嶽山噴火災害では第九消防方面本部消防救助機動部隊（ハイパーレスキュー）などと共に緊急消防援助隊として派遣され長野県の消防や他県緊急消防援助隊、自衛隊などと連携した捜索・救助活動に当たっている。

## 各自治体消防の山岳救助隊
山岳救助隊を配置する消防本部が増加し、浜松市消防局や静岡市消防局、姫路市消防局、阿蘇広域消防本部、秦野市消防本部、相模原市消防局、埼玉西部消防局、札幌市消防局などでは専用の山岳装備、林野火災工作車、災害多目的車を配置して、山岳救助を開始している。
多くの消防本部では通常は消防隊や特別救助隊等として活動しており山岳救助事案発生時に山岳救助隊として出場する。例として北九州市消防局では山岳救助用資機材を積載した専用消防車両を登山者が多く訪れる主要山岳地帯を管轄する消防署に配置され、林野火災や山岳救助の要請があれば特別救助隊など消防部隊で臨時編成され出動する。

## 警察の山岳警備隊との関係
警察の山岳警備隊は、山岳地帯における治安維持、交通安全を主な目的とする組織である。山岳遭難の際の救助活動が最大の設置目的ではあるのだが、それ以外にも、登山道を歩いて危険な箇所を確認したり、入山届を受け付けたり、環境省や林野庁と協力して高山植物の無断採集を取り締まるなど、救助活動以外の活動も行っている。組織としては常設であり、県によっては山中の派出所に駐在する。
一方、消防の山岳救助隊は、山岳遭難に対応するのみの組織である。また、警察は都道府県ごとに設置されているために都道府県全てが活動範囲であるのに対し、消防は市町村ごとに設置されているために基本的に当該消防本部や消防署の管轄範囲にのみ出動する（ただし、要請により近傍派遣されることはありうる）。
とはいえ、山岳遭難の捜索救助活動には多くの人手が必要であるため、警察･消防･地元山岳会･自衛隊による協力体制が不可欠であり、警察と消防は緊密に連携して山岳救助に当たっている。遭難の一報は、110番に掛かってくる事もあれば119番に掛かってくる事もあるが、110番に掛かってくれば警察が動き、119番に掛かってくれば消防が動くという訳では無く、発生地域や気象、部隊配置を検討して、より適切と思われる部隊に出動命令が下り、その他の部隊も必要に応じて、次の命令に備え出動準備を行っている。